# María Ángeles Durán
Ángeles Durán Heras (Madrid, 30 de noviembre de 1942) es una investigadora española especializada en el análisis del trabajo no remunerado y su relación con la estructura social y económica. Ha sido catedrática de Sociología y profesora de investigación en el Consejo Superior de Investigaciones Científicas, donde ha dirigido el Departamento de Análisis Socioeconómico y permanece actualmente vinculada ad honorem en el Centro de Ciencias Humanas y Sociales. 
En 2002 obtuvo el Premio Nacional de Investigación en Ciencias Sociales, Económicas y Jurídicas “Pascual Madoz” y en 2018 el Premio Nacional de Sociología y Ciencia Política del CIS. Ha recibido el nombramiento como Doctora Honoris Causa por Varias universidades españolas.

## Formación e investigación

### Formación y primeras investigaciones sobre el trabajo de las mujeres
Inició su formación universitaria a la edad de dieciséis años en la Facultad de Ciencias Políticas y Económicas de la Universidad Complutense, donde se doctoró en 1971. Fue en varias ocasiones representante estudiantil y cursó simultáneamente tres cursos en la Facultad de Derecho. Desde los años sesenta ha denunciado el sesgo producido en la ciencia por la ausencia histórica de las mujeres en las entidades de producción y transmisión del conocimiento. Para su tesis doctoral sobre “El trabajo de las mujeres en España” tuvo que afrontar la escasez de instrumentos estadísticos que desagregasen la información sobre el empleo y el trabajo no remunerado. A la falta de datos se sumaba la penuria teórica sobre el papel económico y social de los hogares, no solamente en España sino en todas las economías. Halló importantes fuentes de información inédita sobre el trabajo no contabilizado en las explotaciones agrícolas y ganaderas, lo que le llevó a una crítica de los análisis de coste/beneficio y de los indicadores de productividad. Su tesis hizo aflorar la invisibilidad del trabajo de las mujeres.

### Encuestas sobre el uso del tiempo y la creación de cuentas satélites del trabajo no remunerado
Tras su participación en la Conferencia de Naciones Unidas sobre la Mujer (México, 1975), urgió a la incorporación del trabajo no remunerado en la investigación económica y en el análisis de las políticas públicas. En su breve ensayo sobre “El ama de casa. Crítica política de la economía doméstica” (1978) hizo patente la invisibilidad del sector que ocupaba al mayor número de personas de toda la economía española y consumía mayor número de horas de trabajo, proponiendo la modificación de su tratamiento en la Contabilidad Nacional. Tuvo un impacto internacional inmediato, siendo el punto de partida de numerosos estudios posteriores sobre el papel económico de los hogares.
Colaboró en la preparación de la Conferencia de Naciones Unidas sobre la Mujer de Pekín (1995). La Plataforma de Acción que inició esta conferencia pidió a todos los gobiernos la modificación del marco de análisis macroeconómico, la elaboración de encuestas de uso del tiempo y la creación de cuentas satélites del trabajo no remunerado. Sus propuestas intelectuales, junto con las de otros investigadores de las ciencias económicas y sociales, han contribuido a la incorporación de estos temas en las agendas de organismos internacionales tales como la OIT, la OCDE, o la CEPAL (Comisión Económica para América Latina) y a que varios países hayan elevado a rango constitucional la obligación y el derecho a disponer de cuentas satélites del trabajo no remunerado.

### Trayectoria académica
Su trayectoria académica y vital tiene una marcada orientación internacional. Ha realizado estancias en el Institute for Social Research (ISR) de la Universidad de Míchigan (becada por la Comisión Fulbright); Universidad de Cambridge (becada por el British Council); P.U.C. de Río de Janeiro (becada por UNESCO); Universidad de Washington (Seattle); Instituto Europeo de Florencia; Colegio de España en París, y Universidad Nacional Autónoma de México (UNAM). Es miembro de la European Academy of Science and Arts y del Colegio Libre de Eméritos de España. Ha sido presidenta de la Federación Española de Sociología (FES), y ha formado parte del comité ejecutivo de la International Sociological Association (ISA) y del editorial board de la International Association for Time Use Research (IATUR). 
Reivindica nuevos marcos teóricos y nuevas técnicas de observación y análisis para todos los campos científicos, más ajustados a las nuevas demandas intelectuales surgidas de la transformación del papel social de las mujeres. Su obra “Una ausencia de mil años” (1981), a la que siguieron “Liberación y Utopía. La mujer ante la ciencia” (1981) y “Mujeres y hombres en la formación de la teoría sociológica” (1996) fueron textos fundacionales del Instituto Universitario de Estudios de la Mujer de la Universidad Autónoma de Madrid, un hito pionero en la investigación sobre las relaciones de género que pronto fue reconocido como Instituto Universitario de Investigación.
Para paliar la escasez de información estadística sobre el trabajo no monetarizado de los hogares y su integración en el análisis socioeconómico ha diseñado nuevos instrumentos y sistemas de medición, basados principalmente en las encuestas de uso del tiempo y en la llamada escala Duran, que incorpora proyecciones demográficas. Utiliza la demanda de tiempos de cuidado para detectar la pobreza no monetaria de los hogares y la fragilidad e ineficiencia de las políticas públicas que contemplan este recurso como inagotable y homogéneamente distribuido entre toda la población.
Su trayectoria académica es indesligable de sus compromisos ciudadanos y vinculación con movimientos sociales; entre ellos, la lucha de las mujeres por la igualdad, la lucha de los enfermos y sus cuidadores por el reconocimiento de nuevos derechos económicos y cívicos, y la lucha por la recuperación de las comarcas en declive económico y riesgo de despoblamiento, especialmente en Extremadura.
Viajera infatigable, en su afán por divulgar la ciencia ha recorrido los cinco continentes, pronunciado conferencias o participando en debates en más de doscientas instituciones académicas y organismos internacionales.

### Producción científica
Con una trayectoria ininterrumpida de más de medio siglo de dedicación a la investigación y la docencia, su obra escrita rebasa las doscientas cincuenta publicaciones. Están reseñadas en la web Digital CSIC, donde muchas de ellas pueden leerse o descargarse libremente. La mayoría se sitúan en la frontera entre sociología y economía, con extensiones hacia el urbanismo y la socioeconomía de la salud. Al margen de sus compromisos académicos, también ha aportado publicaciones sobre sociología del arte, especialmente sobre el uso social de la iconografía.
Ha sido evaluadora de proyectos de investigación en la Comisión Asesora de Política Científica de España, la European Science Foundation, la Portuguese Science Foundation por Sciences and Tecnology, el Programa de Desarrollo Tecnológico de Uruguay, y otras muchas entidades públicas y privadas. Numerosas Fundaciones (Fundación BBVA, Ford Foundation, Fundación March, Fundación Cañada Blanch, Fundación Carolina, etc.) han apoyado sus investigaciones. Colabora de modo asiduo con organizaciones científicas y sociales internacionales (UNESCO, OMS, CEPAL, ONUMUJERES, OIT, etc.) y desarrolla una intensa labor editorial.
Entre sus libros destacan “Liberación y utopía”, “Desigualdad social y enfermedad”, “Mujeres y hombres en la formación de la teoría sociológica”, “The Future of work in Europe”,  “La ciudad compartida. Conocimiento, afecto y uso”, “La contribución del trabajo no remunerado a la economía española. Alternativas metodológicas”, “Si Aristóteles levantara la cabeza. Quince ensayos sobre las ciencias y las letras”, “Los costes invisibles de la enfermedad”, “La cuenta satélite del trabajo no remunerado en de Madrid” (versión en español e inglés), “El valor del tiempo” (ediciones en Portugal y Brasil), “Metodología de la investigación sobre uso del tiempo” (con J. Rogero),  “El trabajo del cuidado en América Latina y España ” , “La contribución de los mayores a la economía del País Vasco (también versión en euskera)” y  “El trabajo no remunerado en la economía global” (edición en español e inglés). Su libro “La riqueza invisible del cuidado” (2018) es la síntesis de décadas de investigación sobre la economía no monetarizada, los hogares y el sector de servicios. El Centro de Investigaciones Sociológicas ha publicado su autobiografía intelectual, titulada “Una vida y veinte fragmentos” (2023).
Ha acuñado el término "cuidatoriado" que se refiere al grupo de personas que se dedica fundamentalmente a cuidar, caracterizado porque la mayoría son mujeres, no cobran remuneración por realizar su trabajo y lo hacen en condiciones peores que las de cualquier otro grupo de trabajadores (sin salario ni horario, sin vacaciones, seguros sociales ni reconocimiento social).

## Algunos datos personales
Por su familia de origen procede de la clase media. Fue la mayor de seis hermanos. Su padre, Alfonso Duran, era un ingeniero industrial originario de la Sierra de Gata (Cáceres). Falleció cuando ella tenía diecisiete años. Su madre, Carmen Heras, fue ama de casa hasta el fallecimiento de su esposo y posteriormente se hizo cargo de la gestión de la hacienda familiar.
Contrajo matrimonio a la edad de veinticuatro años con José Ramón Torregrosa (Játiva, 1940 - Madrid, 2016), compañero de estudios en la Universidad Complutense que luego sería director del Departamento de Psicología Social de esta misma Universidad.
Transmitió su experiencia de seis años de lucha para vencer el miedo al cáncer de mama que padeció en un libro autobiográfico "Diario de batalla. Mi lucha contra el cáncer" (2003).
Tiene tres hijos y cuatro nietos.

## Premios

### Premios y reconocimientos
- 2002 Premio Nacional de Investigación Pascual Madoz en Ciencias Económicas y Jurídicas.
- 2005 Medalla de Oro al Mérito en el Trabajo.[4]
- 2008 Doctora honoris causa por la Universidad Autónoma de Madrid.[5]
- 2009 Medalla de Extremadura[6]
- 2010 El Premio Cultura para la Salud (ADEPS).[7]
- 2012 Doctora honoris causa por la Universidad de Valencia.[8]
- 2013 Doctora honoris causa por la Universidad de Granada.[9]
- 2016 Premio de la Federación de Mujeres Progresistas 2016 en la Categoría Nacional.[10]
- 2018 XIII Premio Clara Campoamor del Ayuntamiento de Madrid.[11]
- 2018 Premio Nacional de Sociología y Ciencia Política del CIS.[12][13][14]
- 2019 Doctora Honoris causa por la Universidad de la Rioja.[15]
- 2022 Doctora Honoris causa por la Universidad de Salamanca.[16]
- 2022ː Doctora Honoris causa por la Universidad de Córdoba.[17]
- 2022: doctora honoris causa por la Universidad Nacional autónoma de México (UNAM)

### Premio María Ángeles Durán de la UAM
La Universidad Autónoma de Madrid ha reconocido su carácter pionero y su especial contribución a las ciencias sociales dando el nombre “Ángeles Duran” al premio internacional para la innovación en la investigación sobre las relaciones de género que convoca esta universidad, al que en cada edición concurren cerca de un centenar de candidaturas de hombres y mujeres.

## Publicaciones más destacadas
Entre los libros destacan:
- 1981 - Una ausencia de mil años.
- 1981 - Liberación y Utopía. La mujer ante la ciencia. Texto completo en Digital CSIC.
- 1883 - Desigualdad social y enfermedad. Texto completo en Digital CSIC
- 1988 - De puertas adentro.
- 1996 - Mujeres y hombres en la formación de la Teoría Sociológica.[18] Texto completo en Digital CSIC
- 1998 - The Future of work in Europe (Gendered patterns of time distribution). Texto completo en Digital CSIC
- 1998 - La ciudad compartida: conocimiento, afecto y uso.[19] Texto completo en Digital CSIC
- 2000 - Si Aristóteles levantara la cabeza. Quince ensayos sobre las ciencias y las letras.[20]
- 2000 - Nuevos objetivos de igualdad en el siglo XXI: las relaciones entre mujeres y hombres (coord.).[21]
- 2000 - La contribución del trabajo no remunerado a la economía española: alternativas metodológicas.
- 2003 - Los costes invisibles de la enfermedad.[22] Texto completo en Digital CSIC
- 2003 - Diario de Batalla. Mi lucha contra el cáncer.[23] Texto completo en Digital CSIC
- 2006 - El valor del tiempo ¿cuántas horas te faltan al día? Texto completo en Digital CSIC
- 2010 - Tiempo de vida y tiempo de trabajo.[24] Texto completo en Digital CSIC
- 2011 - El trabajo del cuidado en América Latina y España. Texto completo en Digital CSIC
- 2012 - El trabajo no remunerado en la economía global.[25] Texto completo en Digital CSIC
- 2014 - La contribución de los mayores a la economía del País Vasco (también versión en euskera). Texto completo
- 2018 - La riqueza invisible del cuidado, Universitat de València, ISBN 978-84-9134-235-9.
- 2023 - Una vida y veinte fragmentos

## Artículos en prensa
- Valerio, María (2003), "María Ángeles Durán, socióloga. Cáncer de mama: diario de una batalla" en El Mundo. Salud.
- López Díaz, María José (2006), "Las fronteras del género. La catedrática María de los Ángeles Durán defiende un nuevo modelo social con intervención femenina en todas las parcelas" en El País.
- Aznarez Torralbo, Malén (2007), "María Ángeles Durán: El buen uso del tiempo" en El País.
- (2007), "María Ángeles Durán, socióloga: ¿Cuanto vale el tiempo?" en Revista Fusión.
- Raya Bayona, Lola (2008), "María Ángeles Durán, Catedrática de Sociología y Profesora de Investigación del CSIC: El ama de casa es uno de los grandes motores de la economía", en consumer.es.
- (2009), "Discurso de María de los Ángeles Durán Heras, Medalla de Extremadura 2009" en Sierra de Gata Digital.
- Gómez, Ángeles (2012). "María Ángeles Durán: Tenemos mucha más economía encubierta que la que reconocemos" en expansion.com.
- (2015), "Mª Ángeles Durán: El techo de cristal en ciencia se ha movido, pero no se ha roto”, entrevista a Protagonistas de la Ciencia, en csic,es.
- AmecoPress (2016), "La Federación de Mujeres Progresistas entrega sus premios anuales" en Tribuna Feminista de elplural.com.